# Achille Marozzo
Achille Marozzo (1484-1553) était un maître d'armes italien du XVIe siècle qui est tenu comme le plus grand représentant de l'escrime bolonaise par la taille du traité qu'il publia en 1536: Opera Nova ("Œuvre nouvelle"), ainsi que par le nombre de rééditions de ce livre.

## Sa vie
Achille, fils de Lodovico Marozzo, est né à San Giovanni in Persiceto (alors sous la juridiction de Bologne) en 1484. Il a été l'étudiant du grand maître d'armes Guido Antonio di Luca, dont on sait peu de choses, à part sa grande réputation : Achille Marozzo lui rendit hommage dans la préface de son traité (p. 5 de l'édition de 1536) en écrivant que « de son école sont sortis plus de combattants que du ventre du cheval de Troie ».
Marozzo a tenu sa propre salle d'armes à Bologne près de l'abbaye de Santi Nabore e Felice. Les élèves de Marozzo étaient, entre autres, Giovanni Battista da i Letti, Giacomo Crafter d'Agusta, et son propre fils Sebastiano Marozzo.

## Son traité
En 1536, à Modène, Marozzo publia un traité volumineux, Opera Nova de Achille Marozzo Bolognese, Maestro Generale de l'Arte de l'Armi, de 320 pages, qui expose sa théorie de l'escrime. Le traité est dédié au comte Guido Rangoni (1485-1539, deuxième du nom), condottiero et duelliste célèbre, probablement son mécène. Le traité a été republié un nombre remarquable de fois: à Bologne en 1546, à Venise en 1550 et en 1567-1568, à Vérone en 1615, parfois avec des remaniements. Il se pourrait qu'une édition réalisée en France ait existé, mais elle n'a pas été retrouvée.
Constitué de six parties, le livre commence par une dédicace, puis une introduction suivie de la manière de tirer l'épée avec le bocle, continue par l'épée seule, puis l'espadon, puis les armes d'hast dont la pertuisane, et termine par une discussion sur le duel.